# Torres V Centenario
Las Torres V Centenario es el edificio más alto de la ciudad española de Melilla. Alberga los juzgados, la Delegación de la Administración Tributaria y la Dirección Territorial del INGESA. Está situado en el Paseo Marítimo Alcalde Rafael Ginel, 3.

## Historia
En el marco del Quinto centenario de la fundación de Melilla, que se celebraría en 1997, su organizador, el Consorcio V Centenario, denominado popularmente Consorcio Puerto siglo XXI, comandado por Ignacio Velázquez, decidió la construcción de un edificio emblemático que reflejara la modernidad que llegaba a Melilla y que sirviera de oficinas y zonas de ocio.
Se construyó sobre el edificio de enlace, sala de máquinas y casa de mando del Cargadero de mineral de Melilla por la compañía Fomento de Construcciones y Contratas. Su diseño estuvo a cargo del estudio Spinet y Urbach, con un costo de 3.000 millones de pesetas (unos 18 millones de los actuales euros). Fue un tanto defraudador, pues bastantes retrasos hicieron que no estuviera listo para el Quincentenario. Debía estar terminado en 1997, pero fue ocupado en el 2002, además de que sus espacios de ocio solo lo fueron en momentos anecdóticos. Desde entonces ha sufrido reformas para adaptarlo a nuevos usos, así como para reparar problemas, como goteras, La humedad provocada por su cercanía al mar he provocado el deterioro irreversible de elementos que se han tenido que eliminar, como el ascensor panorámico o las celosías exteriores, y ha sufrido ligeros conatos de incendio.

## Descripción
Está formado por dos torres rectangulares, con fachadas, a excepción de la oeste, completamente acristaladas, de once pisos cada una, con unas azoteas para instalaciones técnicas en la planta duodécima, sobre las que se sitúa una estructura circular, en forma de platillo, pensada para un restaurante panorámico, alcanzando la altura de 75 metros.[cita requerida] Su forma, su imagen contemporánea, y su situación, cerca del mar, en pleno paseo marítimo, entre el Ensanche Modernista y Melilla La Vieja, lo han hecho merecer comentarios negativos, apareciendo incluso en los listados de los diez edificios más feos de España, lo que conlleva su poca importancia reconocida y la inexistencia de iluminación exterior acorde a su monumentalidad, altura e importancia.
La Torre Norte acoge los juzgados y el registro civil de Melilla y la Torre Sur la Delegación de la Administración Tributaria y la Dirección Territorial del INGESA y la Seguridad Social, mientras el platillo los juzgados de lo Contencioso-Administrativo.